# ダイアモンド＝ディビッグ・モデル

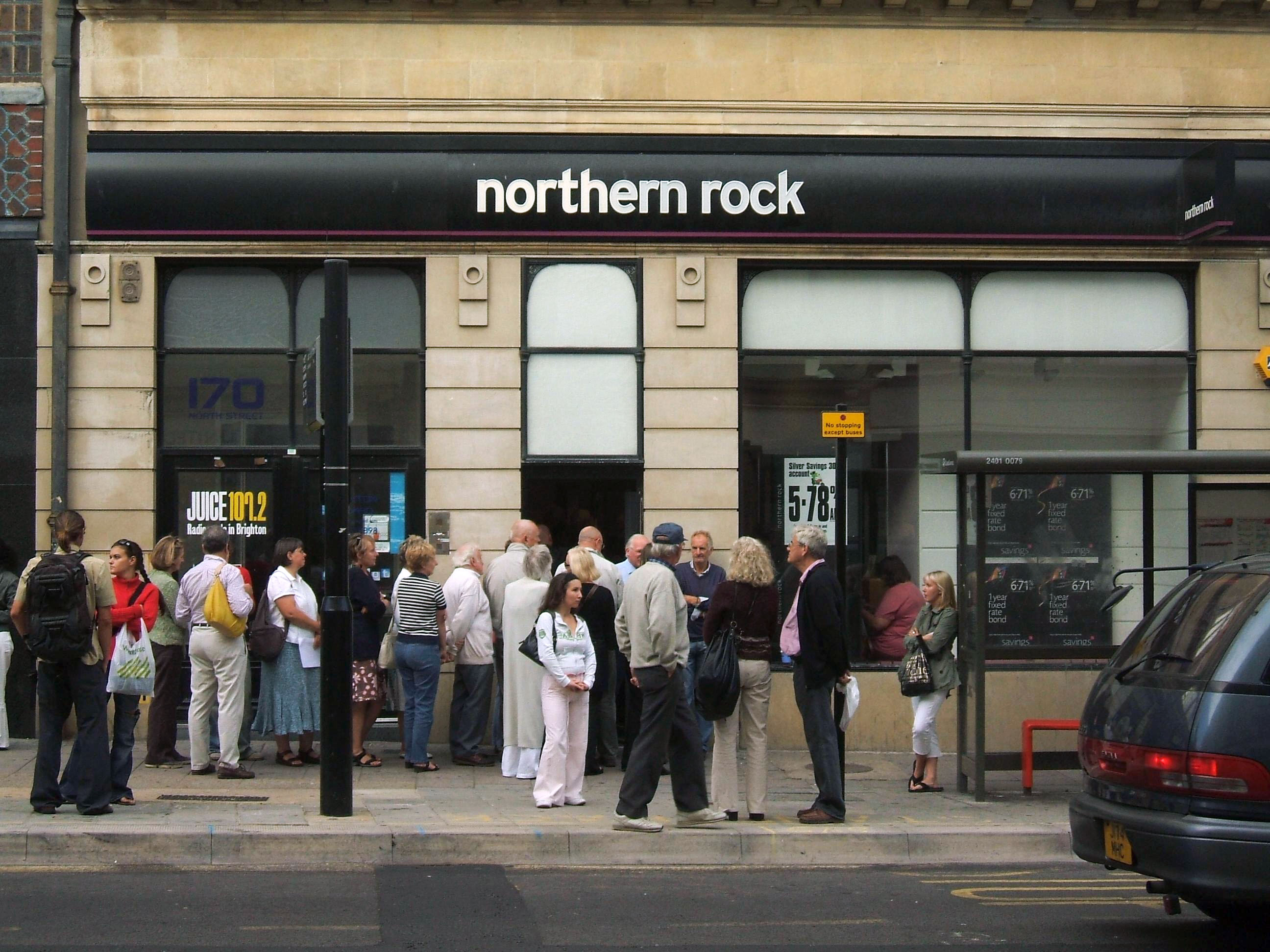
2007年、イギリスの銀行ノーザン・ロックが経営破綻した。

ダイアモンド＝ディビッグ・モデル（英: Diamond–Dybvig model）は、銀行の経営破綻とそれに関連する金融危機の有力な経済モデルである。 このモデルは、銀行の非流動性資産（事業性ローンや住宅ローンなど）と流動性負債（いつでも引き出せる預金）の組み合わせが、預金者の自己実現的パニックを引き起こす可能性を示している。ダイアモンド＝ディビッグ・モデルの研究により、ダイアモンドとディビッグは、ベン・バーナンキとともに、2022年のノーベル経済学賞を受賞した。

## 理論
このモデルは、シカゴ大学のダグラス・W・ダイアモンドと、当時イェール大学、現在はセントルイス・ワシントン大学のフィリップ・H・ディビッグが1983年に発表したもので、長期の資産と短期の負債を持つ金融機関がいかに不安定になりうるかを示している。同様の基本概念は、19世紀の英国銀行学派の金融危機理論の一部を形成していた。

### モデルの構造
ダイアモンドとディビッグの論文では、企業投資は将来リターンを得るために現在の支出を必要とすることが多いと指摘している。従って、彼らは償還期間の長い（つまり流動性の低い）ローンを好む。同じ原理が、住宅や自動車など高額商品の購入資金を求める個人にも当てはまる。一方、個人の貯蓄者（家計も企業も）は、不測の支出により、突然、予測不可能な現金が必要になることがある。そのため、彼らは預金にすぐにアクセスできる流動性の高い口座を求める（つまり、満期の短い預金口座を重視する）。
このモデルにおける銀行は、流動性の高い口座に預金することを好む貯蓄者と、満期の長いローンを借りることを好む借り手との仲介役として機能する。通常であれば、銀行は多くの預金者の資金を借り手のためのローンに振り向けることで、価値あるサービスを提供することができる。個人の預金者は、突然資金が必要になる可能性があるため、自ら融資を行うことはできないかもしれないが、企業の投資は将来的にしか回収できないからである（さらに、銀行は多くの預金者からの資金を集約することで、預金者が企業に直接融資するために支払わなければならない取引コストを節約することができる）。銀行は双方に価値あるサービス（企業が求める長期の融資と預金者が求める流動性の高い口座の提供）を提供しているため、預金に支払う金利よりも高い金利を融資に課すことができ、その差額から利益を得ることができる。

### モデルのナッシュ均衡
ダイアモンドとディビッグは、預金者の現金需要は個々の状況を反映するため、通常の状況下では、預金者の現金に対する予測不可能なニーズはランダムである可能性が高いと指摘している。預金者の現金需要は同時期に発生する可能性が低いため、銀行はさまざまな預金元から預金を受け入れることで、すべての預金者がいつでも預金全額を引き出す権利を持っているにもかかわらず、短期的にはごく一部の引き出ししか期待できない。したがって、銀行は長い期間にわたって融資を行うことができる一方で、引き出しを希望する預金者に支払うための現金は比較的少額しか手元に残さない。
しかし、別の結果も考えられる。銀行は長期の貸出を行っているため、すぐに貸出金を回収することはできない。また、仮に融資を呼び出そうとしても、融資は長期投資のための資金であることが前提であるため、借り手はすぐに返済できないだろう。したがって、すべての預金者が一斉に資金を引き出そうとすれば、銀行はすべての預金者に支払えるようになる前に資金が尽きてしまう。銀行は、資金を返せと要求する最初の預金者には支払うことができるが、他のすべての預金者も引き出そうとすれば、銀行は倒産し、最後の預金者には何も残らないことになる。
つまり、健全な銀行であっても、パニックに陥る可能性があるということである。ある預金者が他の預金者全員が資金を引き出すと予想した場合、銀行の長期融資が利益を生むかどうかは関係ない。預金者にとって唯一の合理的な対応は、他の預金者が預金を引き出す前に、急いで自分の預金を引き出すことである。言い換えれば、ダイアモンド＝ディビッグ・モデルは、銀行の経営破綻を一種の自己充足的予言（self-fulfilling prophecy）とみなしている。各預金者が資金を引き出すインセンティブは、他の預金者がどのような行動を取るかによって決まる。十分な預金者が他の預金者が資金を引き出すと予想すれば、預金者は皆、資金を引き出す最初の列に並ぼうと急ぐインセンティブを持つ。

## 政策への影響
実際には、部分準備銀行制度のため、銀行が取り付け騒ぎに直面した場合、通常、銀行は取引を停止し、それ以上の引き出しを許可しない。しかし、ダイアモンドとディビッグは、1期間に必要とされる実質支出の総額が確実に分かっていない限り、支払い停止は取り付け騒ぎを防ぐ最適なメカニズムにはなり得ないと主張している。その代わりに、取り付け騒ぎを防止するためのより良い方法は、政府または中央銀行が支援する預金保険であると主張している。このような保険は、銀行が破綻した場合、預金者にその損失の全額または一部を支払うものである。預金者は、銀行が破綻した場合でも資金が戻ってくるとわかっていれば、取り付け騒ぎに参加する理由がなくなる。
したがって、十分な預金保険があれば、銀行の経営破綻の可能性を排除することができる。原則的には、預金保険制度を維持することは、政府にとって大きなコストにはなりにくい。銀行の経営破綻が防止されている限り、預金保険が実際に支払われる必要はない。しかし、IMFのワーキングペーパーは、危機における預金保険の有効性に疑問を呈している。

### 米国経済史上の事例
米国では、世界恐慌の銀行取り付け騒ぎの余波を受けて連邦預金保険公社が設立された後、銀行の経営破綻は大幅に減少した。一方、預金保険制度はモラル・ハザードにつながる可能性が高い。銀行の破綻から預金者を保護することで、預金者は預け先を慎重に選ばなくなり、その結果、銀行が慎重に融資を行うインセンティブが低下するからである。

## 関連文献
- Diamond DW, Dybvig PH (1983). “Bank runs, deposit insurance, and liquidity”. Journal of Political Economy 91 (3):  401–419. doi:10.1086/261155. JSTOR 1837095. Reprinted (2000) Fed Res Bank Mn Q Rev 24 (1), 14–23.
- Diamond DW (2007). “Banks and liquidity creation: a simple exposition of the Diamond-Dybvig model”. Fed Res Bank Richmond Econ Q 93 (2):  189–200.  オリジナルの2012-05-13時点におけるアーカイブ。 2008年10月17日閲覧。.
- Johnson, Simon; Ahlander, Johan (2022年10月10日). “Banking crisis breakthroughs win Nobel economics prize for Bernanke, Diamond, Dybvig”. Reuters 2022年10月11日閲覧。